# EN 54
EN 54 és una normativa internacional (creada pel CEN ː Comitè Europeu d'Estandardització) que s'aplica a sistemes d'alarma i detecció d'incendi. L'EN 54 és una norma obligatòria que especifica els requeriments, assajos de laboratori i que permet la lliure comercialització de productes entre països de la UE. Aquest estàndard està àmpliament reconegut fora de la UE i també s'aplica a Amèrica llatina, Brasil, Àfrica i Àsia.

## Parts de la norma
La normativa consta de diverses parts:
- EN 54 part 1 Sistemes d'alarma i detecció d'incendis. Introducció.
- EN 54 part 2 Sistemes d'alarma i detecció d'incendis. Equipament d'indicació i control (Panell de control d'alarmes d'incendi).
- EN 54 part 3 Sistemes d'alarma i detecció d'incendis. Dispositius d'alarma d'incendi. Botzines.[4]
- EN 54 part 4 Sistemes d'alarma i detecció d'incendis. Equipament de fonts d'alimentació.
- EN 54 part 5 Sistemes d'alarma i detecció d'incendis. Detectors d'escalfament. Detectors de tipus puntual.
- EN 54 part 6a Sistemes d'alarma i detecció d'incendis Detector puntual de taxa d'elevació sense elements estàtics {RETIRADA}.
- EN 54 part 7 Sistemes d'alarma i detecció d'incendis. Detectors de fum. Detectors puntuals emprant llum difusa, llum transmesa o ionitzada.
- EN 54 part 8 Components of automatic fire detection systems. Especificació per a detectors d'alta temperatura {RETIRADA}.
- EN 54 part 9 Components of automatic fire detection systems. Mètodes de test de la sensibilitat al foc.
- EN 54 part 10 Sistemes d'alarma i detecció d'incendis. Detector de flama. Detector de tipus puntuals.
- EN 54 part 11 Sistemes d'alarma i detecció d'incendis. Punt de crida manual.[5]
- EN 54 part 12 Sistemes d'alarma i detecció d'incendis. Detectors de fum. Detectors lineals emprant un raig de òptica.
- EN 54 part 13 Sistemes d'alarma i detecció d'incendis. Avaluació de compatibilitat dels components del sistema.
- EN 54 part 14 Sistemes d'alarma i detecció d'incendis. Planificació, disseny, instal·lació, comissionat, ús i manteniment.
- EN 54 part 16 Sistemes d'alarma i detecció d'incendis. Components per a sistemes d'alarma per veu. Equipamant d'indicació i control d'alarma via veu.
- EN 54 part 17 Sistemes d'alarma i detecció d'incendis. Aïlladors de curtcircuits.
- EN 54 part 18 Sistemes d'alarma i detecció d'incendis. Dispositius d'entrada/sortida.
- EN 54 part 20 Sistemes d'alarma i detecció d'incendis. Detector de fum aspirat.
- EN 54 part 21 Sistemes d'alarma i detecció d'incendis. Equipament d'enrutament d'avisos de defectes i transmissió d'alarmes.
- EN 54 part 22 Sistemes d'alarma i detecció d'incendis. Detectors d'escalfament de tipus lineal.
- EN 54 part 23 Sistemes d'alarma i detecció d'incendis. Dispositius d'alarma d'incendi. Alarmes de foc.
- EN 54 part 24 Sistemes d'alarma i detecció d'incendis. Alarmes de veu - Altaveus.
- EN 54 part 25 Sistemes d'alarma i detecció d'incendis. Components emprant enllaços via ràdio. Requeriments del sistema.
- EN 54 part 26 Sistemes d'alarma i detecció d'incendis. Detectors d'incendi puntual emprant sensors de monòxic de carboni.
- EN 54 part 27 Sistemes d'alarma i detecció d'incendis. Detectos de fum en canonades.